# Al-Husayn ibn Ali

Calligrafia di Alì, padre di Al-Husayn ibn Ali, come tigre di Dio

Al-Ḥusayn ibn ʿAlī ibn Abī Ṭālib (in arabo الحسين بن على بن ابى طالب‎?; Medina, gennaio 626 – Kerbelā', 10 ottobre 680) è stato un condottiero arabo il secondo figlio di ʿAlī ibn Abī Ṭālib e della figlia del profeta Maometto, Fāṭima, considerato terzo imām dallo sciismo.

## Biografia
Al-Husayn ibn ʿAlī nacque, come il fratello al-Ḥasan b. ʿAlī b. Abī Ṭālib, a Medina, ai primi di shaʿbān dell'anno 4 dell'Egira, equivalente al gennaio del 626.
Amatissimo, al pari del fratello maggiore, da Maometto (tanto da farglieli definire sayyid shabāb al-Janna: "signore dei giovani del paradiso"), al-Ḥusayn non ebbe l'età sufficiente per ricordare più di tanto il nonno, morto quando aveva sei anni appena.
Troppo piccolo per avere un qualche ruolo di rilievo nel corso del califfato "ortodosso" dei tre primi califfi e in quello di suo padre ʿAlī b. Abī Ṭālib e dell'imamato del fratello maggiore al-Ḥasan b. ʿAlī b. Abī Tālib, al-Ḥusayn si trovò alla morte di al-Ḥasan a guidare l'ormai abbastanza ampio gruppo familiare che poteva vantare vincoli parentali più stretti col profeta Maometto, la cosiddetta Ahl al-Bayt, facendosi a lungo il campione dell'attendismo politico e respingendo, in attesa di tempi migliori, quell'insurrezione che avrebbe dovuto affermare l'eccellenza, anche politica, della discendenza del quarto califfo, cugino e genero.
In questo periodo sposò Shahr Banū (Farsi شهر بانو, Šahr bānū, "signora della città"), una delle figlie dell'ultimo Shāhanshāh persiano sasanide, Yazdgard III.
Fu alla morte di Muʿāwiya b. Abī Sufyān nel 680 e alla sua disposizione successoria in favore del figlio Yazīd che giunse il momento favorevole perché al-Ḥusayn potesse rivendicare i propri "diritti".
Con lui si ribellarono a una designazione che non aveva precedenti e che era stata mossa da un puro intento familiare e dinastico (cui s'era a suo tempo opposto lo stesso "fratello" di Muʿāwiya, Ziyād b. Abīhī) sia ʿAbd Allāh b. al-Zubayr e ʿAbd Allāh b. ʿUmar b. al-Khattāb, sia ʿAbd al-Rahmān b. Abī Bakr al-Ṣiddīq e ʿAbd Allāh b. ʿAbbās b. ʿAbd al-Muttalib: due figli di passati califfi (come al-Ḥusayn) e due figli di Ṣahāba, uno dei quali cugino primo del profeta Maometto.
Il loro rifiuto di ottemperare alla richiesta-ingiunzione del wālī di Medina, al-Walīd b. ʿUtba (zio di Yazīd) provocò quella che di fatto era la seconda guerra civile nella umma creata appena 80 anni prima da Maometto con l'Egira a Yathrib/Medina (senza contare lo scontro fra ʿAlī b. Abī Ṭālib contro al-Zubayr b. al-Awwām e Ṭalḥa b. ʿUbayd Allāh), con il loro clamoroso spogliarsi dei mantelli, dei turbanti e dei sandali nella moschea di Medina, proprio lì dove era vissuto il Profeta e dove era stato sepolto, avendo al suo fianco inumati i suoi due primi califfi.
Esortato da una parte della popolazione di Kūfa a venire nella città che era stata la capitale di suo padre, il quale vi aveva trovato violentemente la morte, al-Ḥusayn spedì il 9 luglio 680 in avanscoperta suo cugino Muslim b. ʿAqīl, figlio d'un fratello di ʿAlī b. Abī Ṭālib che non s'era mai convertito all'Islam e che l'aveva anzi apertamente combattuto a Siffīn.
A dispetto delle promesse fatte, la pavidità degli alidi locali e l'efficienza dell'apparato poliziesco di ʿUbayd Allāh b. Ziyād fecero fallire l'impresa di Muslim. Identificato, egli morì nel mese di settembre nella moschea in cui suo zio era stato pugnalato nel 661, dopo esservisi inutilmente asserragliato con i pochi seguaci kufani che era riuscito a fatica a reclutare.
Il fallimento fece esitare al-Ḥusayn, ma a convincerlo a passare comunque all'azione furono le insistenze querule dei parenti di Muslim, che ne chiedevano a gran voce la vendetta, incuranti dell'inanità dell'opposizione agli Omayyadi e mossi quasi solo dal sentimento preislamico alla vendetta.
Fu così che il nipote del Profeta si mise in marcia per giungere a Kūfa e sostenere con la sua viva presenza la sua causa e quella dell'Ahl al-Bayt.
(per i successivi avvenimenti si veda battaglia di Kerbela)

## Nella cultura di massa
La sua ribellione alla Umma è particolarmente sentita dalla parte sciita dell'Islam e il suo martirio nella battaglia di Kerbela viene commemorata nel giorno dell'Ashura e, più in generale, con le celebrazioni di Muharram.

## Famiglia

### Fratelli
Al-Ḥusayn ebbe diversi fratelli e sorelle, vista la poliginia praticata dal padre, tradizionale nella società araba tanto dell'età preislamica quanto di quella islamica.
Essi erano:
- al-Ḥasan b. ʿAlī ibn Abī Ṭālib
- Zaynab bt. ʿAlī
- al-ʿAbbās b. ʿAlī ibn Abī Ṭālib
- ʿUmar b. ʿAlī ibn Abī Ṭālib
- Zaynab bint ʿAlī ibn Abī Ṭālib
- Umm Kulthūm bint ʿAlī ibn Abī Ṭālib
- al-Muḥassin b. ʿAlī ibn Abī Ṭālib (nato morto per le percosse ricevute dalla madre Fāṭima)
- Muḥammad ibn al-Ḥanafiyya
- Abū Bakr b. ʿAlī ibn Abī Ṭālib
- ʿUthmān b. ʿAlī ibn Abī Ṭālib

### Figli
Al-Ḥusayn ebbe anche numerosi figli, tra cui:
- ʿAlī al-Akbar (ossia il Maggiore) ibn al-Ḥusayn[2]
- ʿAlī ibn al-Ḥusayn Zayn al-ʿĀbidīn, quarto imām degli sciiti
- ʿAlī al-Aṣghar (ossia il Minore) ibn al-Ḥusayn[3]
- Ṣafiyya bint al-Ḥusayn
- Jaʿfar ibn al-Ḥusayn
- Fāṭima bint al-Ḥusayn
- Sakīna bint al-Ḥusayn
- Ruqayya bint al-Ḥusayn
- Khawla bint al-Ḥusayn